# Löbau
Pour les articles homonymes, voir Lobau (homonymie).
Ne doit pas être confondu avec Lobau.
Löbau est une ville du Land de Saxe, en Allemagne.

## Histoire
| Appartenances historiques Royaume de Bohême 1221-1635 Électorat de Saxe 1635-1806 Royaume de Saxe 1806–1918 République de Weimar 1918–1933 Reich allemand 1933–1945 Allemagne occupée 1945–1949 République démocratique allemande 1949–1990 Allemagne 1990–présent |

## Patrimoine
- Tour du roi Frédéric-Auguste

## Entreprises
- Brasserie Bergquell-Brauerei Löbau
- August Förster, entreprise de fabrication de pianos installée à Löbau depuis 1859

## Galerie

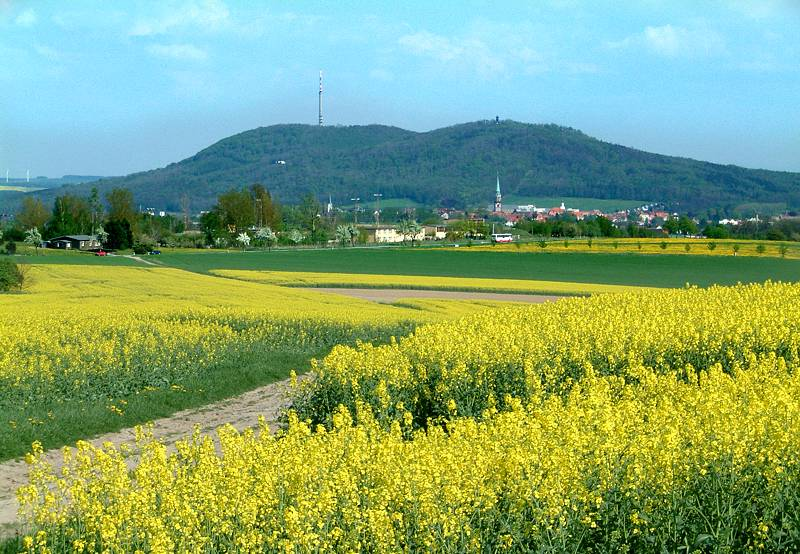
Panorama de Löbau
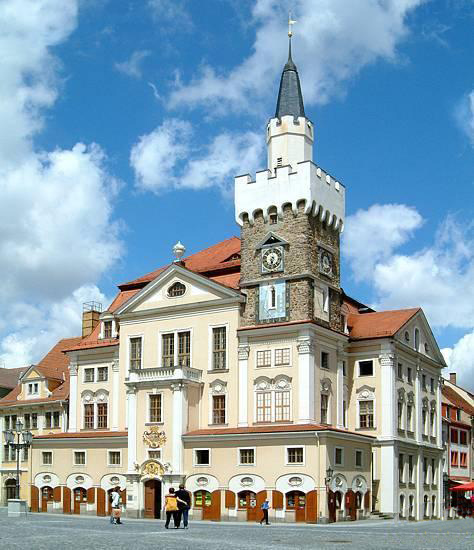
Hôtel de ville
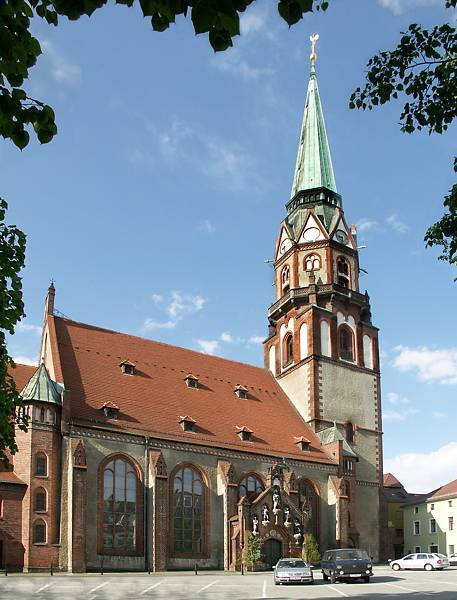
Église Saint-Nicolas
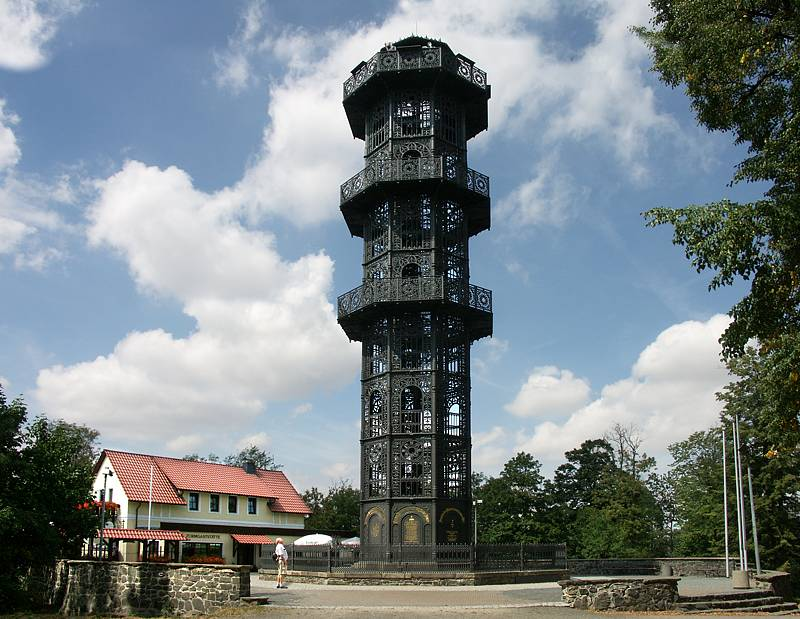
Tour du roi Frédéric-Auguste

## Personnalités liées à la ville
- Korla Awgust Kocor (1822-1904), compositeur mort à Kittlitz.
- Uwe Proske (1961-), épéiste allemand, champion olympique par équipe en 1992.